# GOLGA8A
GOLGA8A‏ (Golgin A8 family member A) هوَ بروتين يُشَفر بواسطة جين GOLGA8A في الإنسان.

## الوظيفة
يتكون Golgin، الذي يشارك في عملية الغلكزة ونقل البروتينات والدهون في المسار الإفرازي، من سلسلة من الأكياس الغشائية المتراصة والمسطحة تُعرف باسم الصهاريج. يُعتقد أن التفاعلات بين جهاز جولجي والأنابيب الدقيقة مهمة لإعادة تنظيم جهاز جولجي بعد تجزئته أثناء الانقسام المتساوي. تُشكل الجولجينات عائلة من البروتينات الموجودة في جهاز جولجي. يُشفّر هذا الجين جولجينًا يشبه هيكليًا عضو عائلته GOLGA2، مما يشير إلى أنهما قد يشتركان في وظيفة مماثلة. توجد نسخ عديدة متشابهة من هذا الجين على الكروموسوم 15. ينتج عن الربط البديل متغيرات نسخ متعددة.